# Guillermo Mordillo
Guillermo Mordillo Menéndez, dit Mordillo, est un dessinateur de bande dessinée argentin. Il est né le 4 août 1932 à Villa Pueyrredón (quartier de Buenos Aires, Argentine) et mort le 29 juin 2019 à Palma Nova (Espagne).

## Biographie

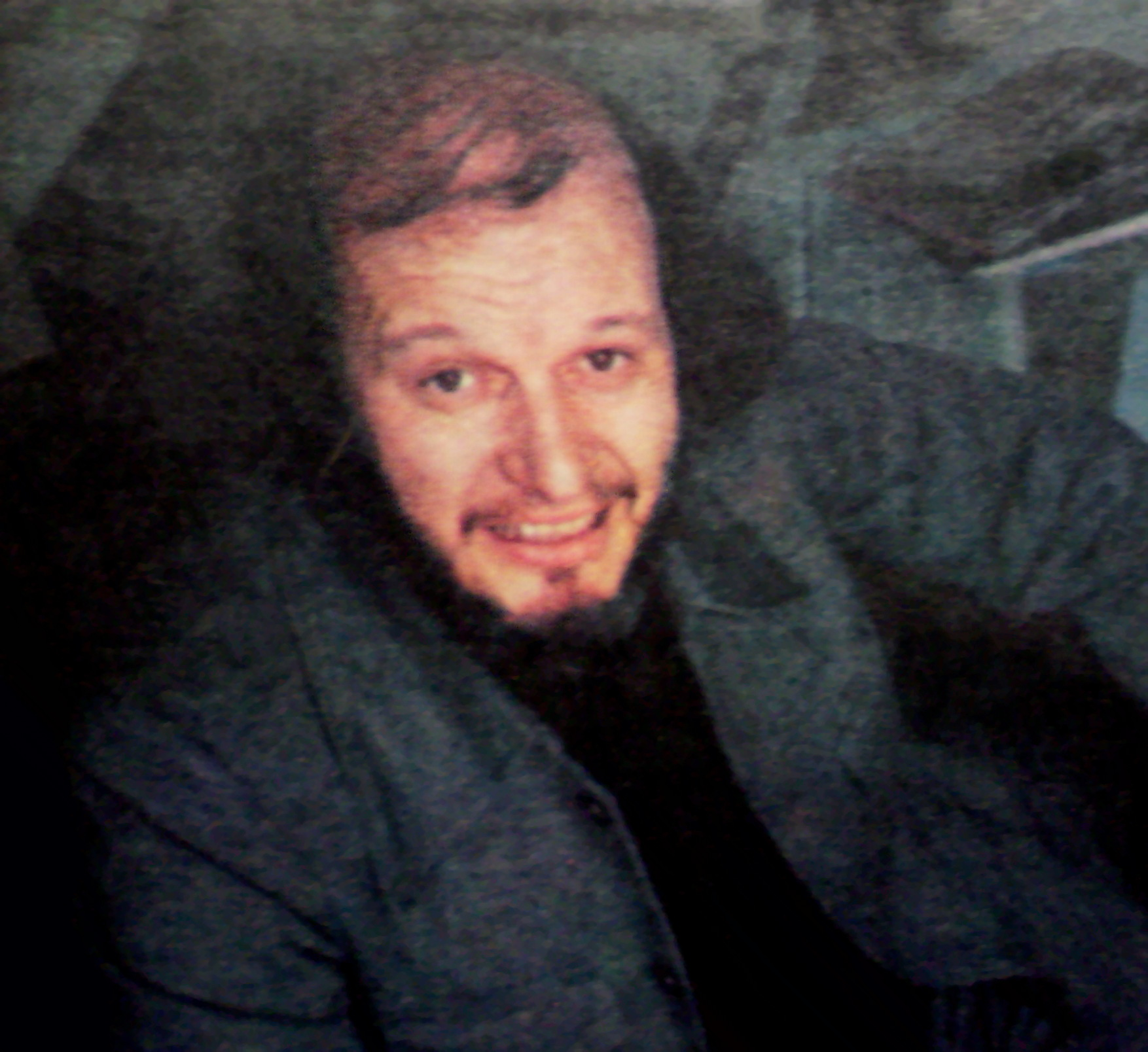
Guillermo Mordillo en 1974.

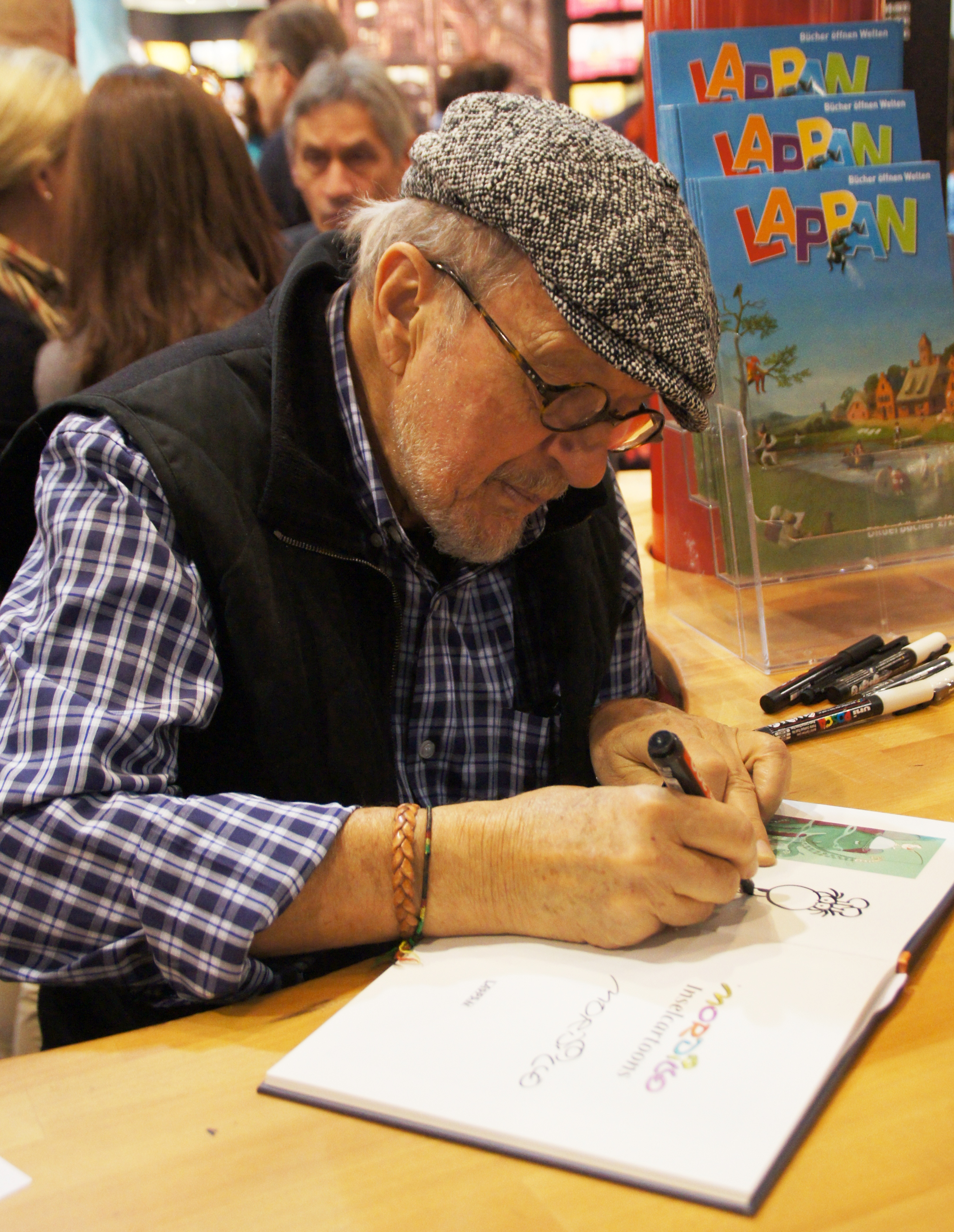
Guillermo Mordillo en 2012.

Guillermo Mordillo naît en août 1932 de parents espagnols.
Il travaille tout d'abord dans la publicité, puis dans la production de dessins animés et de films d'animation, en fondant à 20 ans le studio Calas,. 
En 1955, il émigre à Lima, puis à New York en 1960, qu'il quitte pour Paris en 1963. Il collabore à plusieurs organes de la presse magazine, française, dont Paris Match, Marie Claire et Lui, et allemande (Stern). Il collabore aussi, de 1972 à 1980, à l'hebdomadaire de bande dessinée pour la jeunesse, Pif Gadget.
Il s'installe à Majorque en 1980. En 1998, ses travaux font l'objet d'une exposition à la Foire du livre de jeunesse de Bologne : Le jardin secret de Mordillo.
Il meurt le 29 juin 2019 à Palma Nova (Espagne)

### Style
Mordillo dessine de façon récurrente un personnage universel muet, assez isolé dans de grands espaces urbains ou naturels très fouillés. Le style, qui rappelle le Français Sempé et l'Argentin Quino,, est très arrondi, à la fois absurde (à la Franquin) et poétique (à la Raymond Peynet). Grandes tours, île déserte, terrain de sport, montagnes en cloche ou forêt profonde : voici son univers.
Dans ses illustrations, il emploie l'humour noir, qu’il a défini  comme « la tendresse de la peur ». 
Son originalité consiste dans la rondeur du trait et aussi dans le fait de garder en blanc la peau de ses personnages, qui du coup sont immédiatement repérables surtout si le décor foisonne de couleurs.
Ses personnages, créés en France, étaient muets parce que leur auteur ne parlait pas encore français.
Selon Olivier Piffault dans La Revue des livres  pour enfants ,  « il développe des registres d’humour très variés. Grivois voire explicitement sexuel [...], animalier, tendre, il est aussi social avec de très beaux dessins sur la solitude des villes, les comportements de groupe. Il est même politique avec des critiques sur les militaires, les généraux, les chefs d’État, sur l’Argentine ou sur l’Iran. L’écologie, la poésie et un sentimentalisme sucré, complètent ce registre. »

## Œuvres
Albums en français :
- Le Galion, Harlin Quist. (1970)
- Crazy cowboy, Glénat (1972)
- Crazy crazy, Glénat (1974)
- Les Girafes, édition du Kangourou (1975). Réédition augmentée Toutes les girafes, Glénat (1983)
- Cartoons/Opus 1, édition du Kangourou (1976)
- Opus 1, Glénat (1978)
- Opus 2, Glénat (1978)
- Opus 3, Glénat (1981)
- Mordillo Football, Glénat (1981)
- Opus 4, Glénat (1982)
- Opus 5, Glénat (1984)
- Mordillo Love story, Glénat (1985)
- Mordillo Golf, Glénat (1987)
- Mordillo Safari, Glénat (1990)
- Mordillo Amore, Amore, Glénat (1994)
- Les amoureux, Vents d'Ouest (1995)
- Les supermen, Vents d'Ouest (1995)
- Les superwomen, Vents d'Ouest (1995)
- Les sportifs, Vents d'Ouest (1995)
- Les vacanciers, Vents d'Ouest (1995)
- Les mariés, Vents d'Ouest (1995)
- Les couples, Vents d'Ouest (1995)
- Les meilleurs, Vents d'Ouest (1997)
- Les chiens, Vents d'Ouest (1997)
- Le foot, Vents d'Ouest (1997)
- Le Livre d'or de Mordillo (1999)
- Ensemble, Glénat (2003)
- Une Histoire d'amour, Glénat (2004)
- Le mariage, Glénat (2008)

## Filmographie
- 1997 Les Girafes film d'animation (Fantôme)

## Prix et distinctions
- 1984 :  prix Yellow-Kid[1] à disposition du jury, pour l'ensemble de son œuvre.